# Lüftelberg

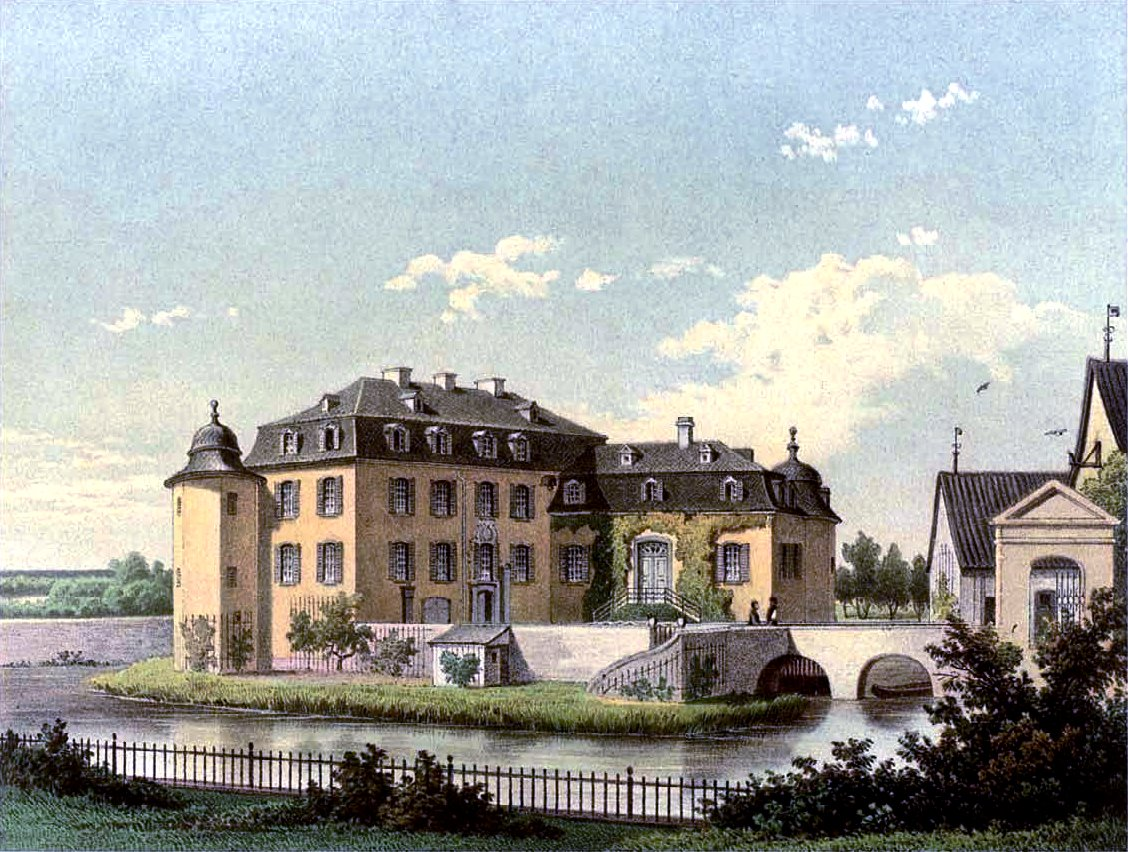
Castell de Lüftelberg cap al 1860, col·lecció Alexander Duncker

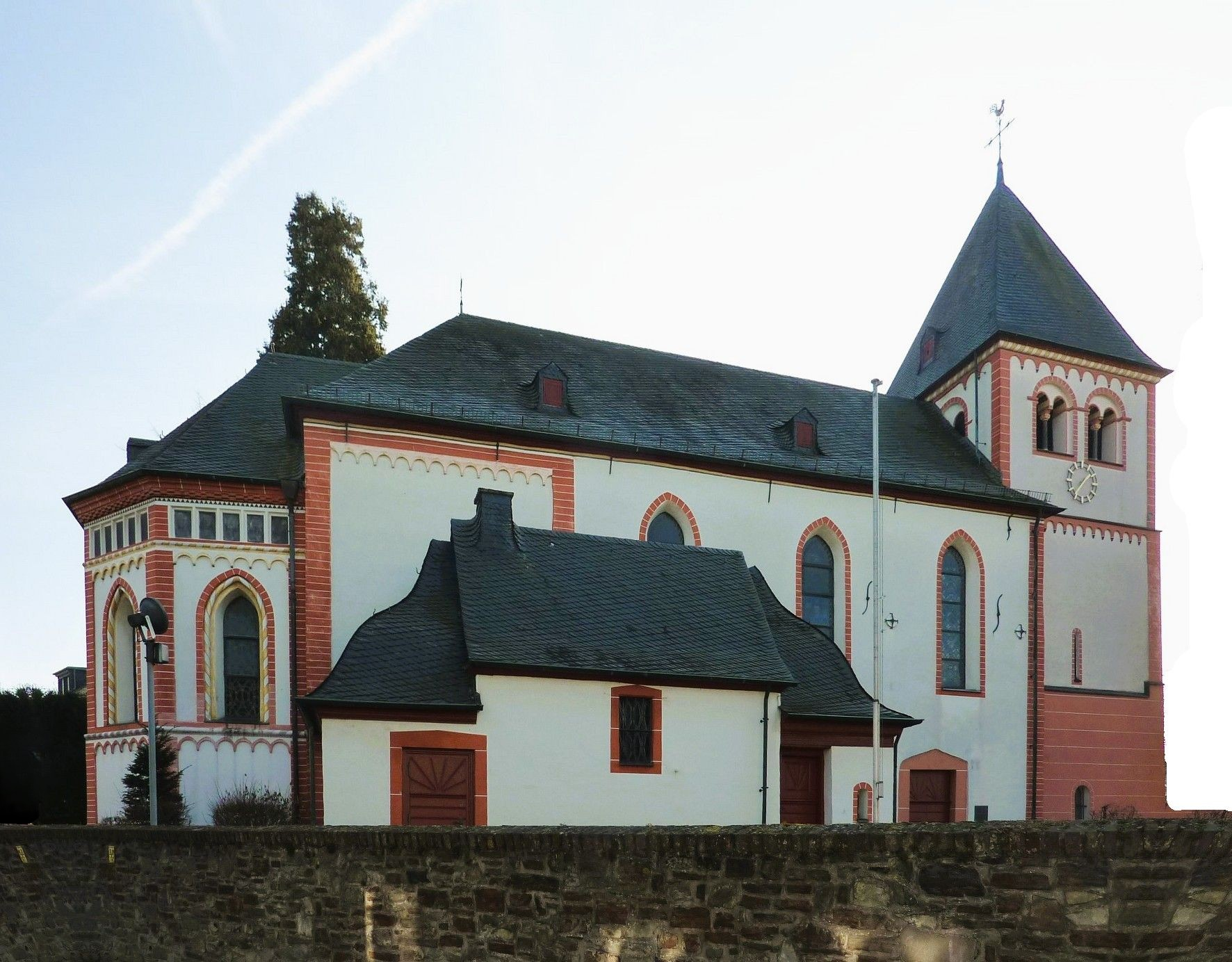
L'Església Catòlica Romana de Sant Pere

Lüftelberg és un suburbi de la ciutat de Meckenheim al districte de Rhein-Sieg de Renània del Nord-Westfàlia. Originàriament només hi havia el castell fossat de Lüftelberg, que encara existeix i està habitat avui dia. Ara està envoltada de diversos edificis residencials.
El lloc és conegut per les seves teules, fetes durant segles, d'argila cuita (" Berjer Panne "). La fàbrica de teules Bernhard Bertram, fundada per Adam Bertram (1798–1867), va ser l'empresa més gran de Lüftelberg, va començar a produir teules el 1830 i va passar a la ceràmica d'art (terracota, majòlica i rajoles de façana) a finals de la dècada de 1860. Bertram ha rebut premis per això en nombroses exposicions nacionals i internacionals.

## Història
A l'època romana, l'aqüeducte d' Eifel travessava Lüftelberg, provinent d'un pont aqüeducte proper de 1400 m de llarg sobre el riu Swistbach. L'antiga làpida de la tomba de Santa Lüfthildis a l'església de Sant Pere està feta de calç sinteritzada de l'aqüeducte d'Eifel, que sempre es va considerar com aqüeducte de marbre.
El castell va ser esmentat per primera vegada en els documents l'any 1260. i, des del s.XV està envoltat d'un fossat. Paral·lelament, es va produir una reconversió, durant la qual la propietat es va ampliar en forma de castell amb quatre torres rodones. El castell té la seva forma actual des del 1730. Davant del castell hi ha un antic molí d'aigua ben conservat i restaurat.
Santa Lüfthildis és venerada a l'església de Sant Pere. En aquesta església s'hi celebra cada any "el misteri de Lüfthildis."
L'1 d'agost de 1969, Lüftelberg es va incorporar a Meckenheim.
El poble de Lüftelberg està envoltat per la circumval·lació K 53n des del 2005. Es va fer per evitar el trànsit de camions per l'antiga K 53 que travessava Lüftelberg, provocant molt de soroll i que avui és avui té una nova funció, com via residencial.
Lüftelberg tenia 1316 habitants a data de l'1 de Setembre del 2019.
L'1 de novembre de 2020, Daniel Südhof (SPD) va ser elegit alcalde de Lüftelberg a la reunió inaugural del Consell.

## Fills i filles de Lüftelberg
- Adam Schall von Bell (1592–1666), jesuïta, científic i missioner
- Laurenz Schäfer (1840–1904), retratista
- Johannes Klais (1852–1925), fundador de la Johannes Klais Orgelbau GmbH & Co. amb seu a Bonn
- Anton Becker (1853–1899), arquitecte, constructor i contractista
- Carl von Jordans (1884–1950), polític i erudit privat
- Adolf Deuster (1887-1982), pastor catòlic, fundador de la caritat infantil de vacances i escriptor